# ズタボロ
『ズタボロ』（waruboro）は、2012年に発売されたゲッツ板谷の小説。及び、それをもとにした映画・漫画作品。東京・立川市を舞台に作者の不良少年時代をモチーフに書かれた「ワルボロシリーズ」3作目である。幻冬舎から発売され、のち幻冬舎文庫からも発売された。

## 映画
2015年5月9日公開日本の映画。ゲッツ板谷のワルボロシリーズ2作目「メタボロ」、3作目「ズタボロ」を原作とする映画作品。

### キャスト
- 永瀬匡 - 板谷コーイチ
- 清水富美加 - 清美
- 堀井新太 - 植木
- 成田瑛基 - 鬼
- 荒井敦史 - ヤッコ
- 大江健次 - オオヤノ
- Kaito - コヤノ
- 小久保寿人 - 倉田
- 中西晶 - キャーム
- 吉村界人 - リョウ
- 石田卓也 - ピカイチ
- 菅田俊 - 神山
- 伊藤洋三郎 - 父
- 木村祐一 - 猛身
- 佐藤二朗 - 竹脇
- 平田満 - 滿
- 南果歩 - 良子

### スタッフ
- 監督 - 橋本一
- 脚本 - 髙橋泉
- 原作 - ゲッツ板谷「メタボロ」「ズタボロ」（幻冬舎文庫）
- 音楽 - 海田庄吾

## 漫画
楠本哲の作画により漫画化。『ヤングキング』（少年画報社）にて、2015年6号から2015年10号まで連載された。
- 楠本哲 『ズタボロ』 少年画報社〈ヤングキングコミックス〉、全1巻
  1. 2015年5月9日発売、ISBN 978-4-7859-5540-3